# Vitali Mykolenko
Vitaliy Mykolenko (en ucraniano: Віталій Сергійович Миколенко; Cherkasy, 25 de mayo de 1999) es un futbolista ucraniano que juega en la demarcación de defensa para el Everton F. C. de la Premier League.

## Selección nacional
Tras jugar con la selección de fútbol sub-17 de Ucrania, la sub-18, la sub-19 y la sub-21, finalmente hizo su debut con la selección absoluta el 20 de noviembre de 2018 en un encuentro amistoso contra Turquía que finalizó con un resultado de empate a cero.

### Participaciones en Eurocopas
| Copa          | Sede     | Resultado        | Partidos | Goles |
| ------------- | -------- | ---------------- | -------- | ----- |
| Eurocopa 2020 | Europa   | Cuartos de final | 4        | 0     |
| Eurocopa 2024 | Alemania | Primera fase     | 1        | 0     |

## Estadísticas

### Clubes
Actualizado al último partido disputado el 1 de diciembre de 2024.
| Club                           | Div.          | Temporada     | Liga  | Liga  | Copas nacionales | Copas nacionales | Copas internacionales | Copas internacionales | Total | Total |
| Club                           | Div.          | Temporada     | Part. | Goles | Part.            | Goles            | Part.                 | Goles                 | Part. | Goles |
| ------------------------------ | ------------- | ------------- | ----- | ----- | ---------------- | ---------------- | --------------------- | --------------------- | ----- | ----- |
| F. C. Dinamo de Kiev · Ucrania | 1.ª           | 2017-18       | 5     | 0     | 2                | 0                | 0                     | 0                     | 7     | 0     |
| F. C. Dinamo de Kiev · Ucrania | 1.ª           | 2018-19       | 23    | 0     | 1                | 0                | 8                     | 1                     | 32    | 1     |
| F. C. Dinamo de Kiev · Ucrania | 1.ª           | 2019-20       | 23    | 3     | 5                | 0                | 8                     | 1                     | 36    | 4     |
| F. C. Dinamo de Kiev · Ucrania | 1.ª           | 2020-21       | 22    | 2     | 3                | 0                | 11                    | 0                     | 36    | 2     |
| F. C. Dinamo de Kiev · Ucrania | 1.ª           | 2021-22       | 15    | 0     | 1                | 0                | 5                     | 0                     | 21    | 0     |
| F. C. Dinamo de Kiev · Ucrania | Total club    | Total club    | 88    | 5     | 12               | 0                | 32                    | 2                     | 132   | 7     |
| Everton F. C. Inglaterra       | 1.ª           | 2021-22       | 13    | 1     | 3                | 0                | —                     | —                     | 16    | 1     |
| Everton F. C. Inglaterra       | 1.ª           | 2022-23       | 34    | 0     | 1                | 0                | —                     | —                     | 35    | 0     |
| Everton F. C. Inglaterra       | 1.ª           | 2023-24       | 28    | 2     | 6                | 0                | —                     | —                     | 34    | 2     |
| Everton F. C. Inglaterra       | 1.ª           | 2024-25       | 11    | 0     | 1                | 0                | —                     | —                     | 12    | 0     |
| Everton F. C. Inglaterra       | Total club    | Total club    | 86    | 3     | 11               | 0                | 0                     | 0                     | 97    | 3     |
| Total carrera                  | Total carrera | Total carrera | 174   | 8     | 23               | 0                | 32                    | 2                     | 229   | 10    |

## Palmarés

### Títulos nacionales
| Título                  | Club                 | País    | Año  |
| ----------------------- | -------------------- | ------- | ---- |
| Supercopa de Ucrania    | F. C. Dinamo de Kiev | Ucrania | 2018 |
| Supercopa de Ucrania    | F. C. Dinamo de Kiev | Ucrania | 2019 |
| Copa de Ucrania         | F. C. Dinamo de Kiev | Ucrania | 2020 |
| Supercopa de Ucrania    | F. C. Dinamo de Kiev | Ucrania | 2020 |
| Liga Premier de Ucrania | F. C. Dinamo de Kiev | Ucrania | 2021 |
| Copa de Ucrania         | F. C. Dinamo de Kiev | Ucrania | 2021 |